# Cantó de Belleville
El cantó de Belleville (en francès canton de Belleville) és una divisió administrativa francesa del departament del Roine, situat al districte de Villefranche-sur-Saône. Té 29 municipis i el cap és Belleville.

## Municipis
- Avenas
- Beaujeu
- Belleville
- Cenves
- Cercié
- Charentay
- Chénas
- Chiroubles
- Corcelles-en-Beaujolais
- Dracé
- Émeringes
- Fleurie
- Juliénas
- Jullié
- Lancié
- Lantignié
- Les Ardillats
- Marchampt
- Odenas
- Quincié-en-Beaujolais
- Régnié-Durette
- Saint-Didier-sur-Beaujeu
- Saint-Étienne-la-Varenne
- Saint-Jean-d'Ardières
- Saint-Lager
- Taponas
- Vauxrenard
- Vernay
- Villié-Morgon

## Consellers generals i departamentals
| Data d'elecció                           | Identitat         | Partit                                  | Qualitat |
| ---------------------------------------- | ----------------- | --------------------------------------- | -------- |
| 1945-1951                                | Émile Bender      | Radical                                 |          |
| 1951-1964                                | Paul Durand       | RPF, després Divers droite              |          |
| 1964-1973                                | Joseph Rosselli   | radical-FGDS                            |          |
| 1973-1976                                | Pierre Bichonnier | PS                                      |          |
| 1976-1982                                | Claude Cimetière  | MRG                                     |          |
| 1982-1983                                | Robert Morillon   | UDF                                     |          |
| 1983-1994                                | Georges Dutrêve   | UDF                                     |          |
| 1994-2015                                | Bernard Fialaire  | Divers droite, després UDF, després PRV |          |
| les dades anteriors no són pas conegudes |                   |                                         |          |

| Data d'elecció | Identitat        | Partit | Qualitat |
| -------------- | ---------------- | ------ | -------- |
| 2015-          | Bernard Fialaire | UDI    |          |
| 2015-          | Évelyne Geoffray | UDI    |          |